# Клячанський потік
Клячанський потік (словац. Kľačiansky potok) — річка в Словаччині, притока Вагу, протікає в окрузі Мартін.
Довжина приблизно 5.0 км. Витік знаходиться в масиві Мала Фатра (частина Криваньська Фатра) — на схилі гори Клячанська Магура — на висоті близько 1200 метрів. Протікає територією села Турчянске Клячани.
Впадає у Ваг на висоті приблизно 400—410 метрів.